# Pimelodella leptosoma
Pimelodella leptosoma är en fiskart som först beskrevs av Fowler, 1914.  Pimelodella leptosoma ingår i släktet Pimelodella och familjen Heptapteridae. Inga underarter finns listade i Catalogue of Life.